# Polynoncus patagonicus
Polynoncus patagonicus är en skalbaggsart som beskrevs av Blanchard 1846. Polynoncus patagonicus ingår i släktet Polynoncus och familjen knotbaggar. Inga underarter finns listade i Catalogue of Life.